# Kawasaki KX 450 F
Kawasaki KX 450 F – japoński motocykl motocrossowy produkowany przez firmę Kawasaki od 2006 roku.

## Dane techniczne/Osiągi
Silnik: singel
Pojemność silnika: 449 cm³
Moc maksymalna: 59 KM/8800 obr./min
Maksymalny moment obrotowy: brak danych
Prędkość maksymalna: brak danych
Przyspieszenie 0-100 km/h: brak danych